# منتخب ويلز تحت 19 سنة لكرة القدم
منتخب ويلز تحت 19 سنة لكرة القدم (بالإنجليزية: Wales national under-19 football team)‏ هو ممثل ويلز الرسمي في المنافسات الدولية في كرة القدم في فئة كرة قدم للرجال تحت 19 سنة، يديريه اتحاد ويلز لكرة القدم.